# 萧德恭
萧德恭（?—?），辽国（契丹）官员。辽天祚帝时北府宰相。
保大元年（1121年）在位北府宰相。奉天祚帝命与萧遐买等追捕耶律余覩。其后事迹不详。2001年，曾经出土萧德恭墓志，墓志记载其结衔为「忠正军节度留后、银青崇禄大夫、检校司空、使持節寿州诸军事、寿州刺史、兼侍御史、上骑都尉、兰陵县开国子、食邑五百户」。

## 家族
曾祖
- 萧和，即萧陶瑰，晋国王

祖父
- 萧孝穆，字胡独堇，大丞相、齐国王

父
- 萧知足，字阿里懒，即蕭阿剌，大丞相、陈王

兄弟
- 萧德温，萧阿剌长子，即萧别里剌，字好谦，静江军节度使，赠赵王
- 萧德良，萧阿剌次子，即萧余里也，字讹都碗，驸马都尉、北宰相、知北枢密院事、辽西郡王
- 萧德俭，萧阿剌四子，彰愍宫使，赠平章事
- 萧德让，即萧霞抹，驸马都尉、诸行宫都部署、平章事、柳城郡王

妻
- 耶律氏，北王府提不里太师之女

子女
- 萧莹，长子
- 萧某，次子，驸马都尉、始平军节度使，娶耶律和鲁斡长女郑国公主，赠左龙虎军上将军
- 萧蒲苏，长女，嫁耶律贤适第三孙、归化州同知耶律哥么
- 萧姚哥，次女，嫁耶律淳，封魏国妃

孙
- 萧乌也，长孙，驸马都尉、郎君
- 萧继文，次孙，陇州团练使
- 萧继行，三孙，陇州团练使
- 萧继忠，四孙，郎君
- 萧继信，五孙，郎君
- 萧宝髻，长孙女，嫁大横帳大内惕隐耶律仲令公大王孙耶律乌也
- 萧圆祥，次孙女，早逝